# حزب الرؤية الوطنية
حزب الرؤية الوطنية الكيني هو حزب سياسي أسسه الوزير السابق نيكولاس بيووت في عام 2008، في أعقاب محاولاته الفاشلة للاستيلاء على الحزب الحاكم السابق، الاتحاد الوطني الأفريقي الكيني، من أوهورو كينياتا.  في ديسمبر 2012، دخل الحزب في تحالف من أربعة أحزاب بما في ذلك المنتدى الجديد لكينيا والحركة الديمقراطية المتحدة والاتحاد الوطني الأفريقي الكيني لتقديم مرشح رئاسي واحد في الانتخابات العامة 2013.  